# Cratere Rajnis
Rajnis  è un cratere sulla superficie di Mercurio.